# 105th Pennsylvania Infantry
Le 105th Pennsylvania Volunteer Infantry, aussi connu comme le « Wildcat Regiment » est un régiment d'infanterie qui a servi dans l'armée de l'Union pendant la guerre de Sécession.

## Histoire

### Organisation et premières batailles
Le 105th Pennsylvania est levé principalement dans les comtés de Jefferson, Clarion, et Clearfield. Il est organisé à Pittsburgh en septembre et en octobre 1861, et entre au service des États-Unis pour une durée de trois ans. Parmi les premières recrues, on retrouve le futur membre du Congrès des États-Unis Albert C. Thompson.
Le régiment reçoit l'ordre de partir pour Washington en octobre et est affecté à la première brigade de la première division du IIIe corps, dans le camp Jameson (sur la ferme du patriote de la révolution américaine George Mason), près d'Alexandria.
Quittant le camp le 17 mars 1862, le régiment prend part au siège de Yorktown et aux batailles de Williamsburg et de Fair Oaks. Dans ce dernier engagement, les troupes se battent comme des vétérans, tenant leur position sans soutien jusqu'à ce qu'il soit presque encerclé. Trois compagnies sont en service spécial au début l'action et, étant incapable de rejoindre le régiment sur sa position exposée, se battent avec le 57th Pennsylvania Infantry. Après un mois passé en service de piquet, le 105th Pennsylvania prend part de nouveau aux combats à Glendale et Malvern Hill, et, au moment où il atteint Harrison's Landing, les rangs ont tellement diminué par les blessures et la maladie, moins de 100 hommes sont aptes au service actif.
Alors qu'il est posté le long de la voie ferrée entre Manassas et Warrenton Junction, les compagnies B, G et H sont capturées par les confédérés. La première et les divisions de Hooker sont engagées à Bristoe Station le 29 août. Le lendemain, toute l'armée combat lors de la deuxième Bull Run, où une fois de plus, le travail courageux du 105th Pennsylvania subit des pertes importantes. Le régiment est spécialement complimenté par le major général Philip Kearny pour sa bravoure. Septembre et octobre sont passés à Washington. Le commandement quitte la capitale nationale, le 28 octobre, et, après quelques reconnaissances près de Leesburg, il arrive à Falmouth le 24 novembre. La prochaine bataille du 105th Pennesylvania se déroule à Fredericksburg, après quoi il passe l'hiver dans un camp près de Brandy Station.

### Batailles et campagnes de 1863 et 1864
Lors de la bataille de Chancellorsville(p457),, en mai 1863, les troupes sont fortement engagées, et beaucoup reçoivent la médaille d'honneur de Kearny (la croix de Kearny),. Au cours le la bataille, le 3 mai, alors que le colonel Amor A. McKnight, commandant le régiment, mène ses hommes contre les vétérans de Stonewall Jackson, il est abattu par une balle d'un tireur d'élite qui entre dans son bras et se loge finalement dans la tête(p148).
Les deux premières semaines du mois de juin sont passées à Banks Ford, et puis les troupes partent vers le nord. Lors de la bataille de Gettysburg, le régiment perd beaucoup d'hommes, et, après être retourné en Virginie, les combats qui surviennent sont à Auburn, Kelly's Ford, et Locust Grove, lors de la campagne de Mine Run à la fin novembre. À la fin de cette campagne, le régiment revient au camp à Brandy Station pour passer l'hiver, et, le 28 décembre 1863, presque tout le régiment se ré-engage.
Le régiment combat lors des batailles de la Wilderness et de Spotsylvania en mai 1864 et part ensuite pour Petersburg avec l'armée, où il prend part aux opérations du Xe corps en août et aux mouvements sur le chemin de fer de Wilmington et Weldon en octobre et en décembre. Le 5 septembre, le reste du 63rd Pennsylvania est ajouté au régiment.

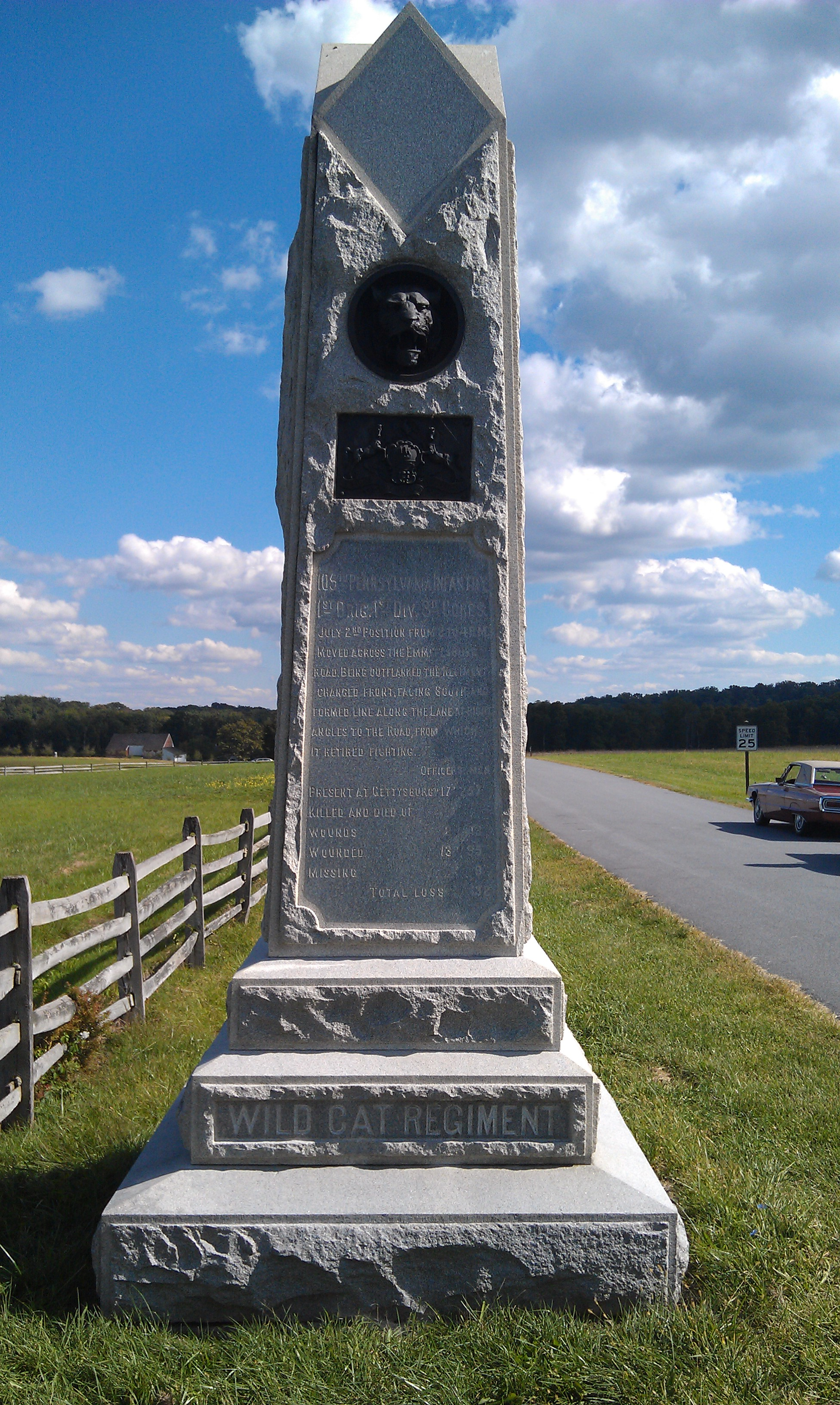
Monument du 105th Pennsylvania pour la bataille de Gettysburg.

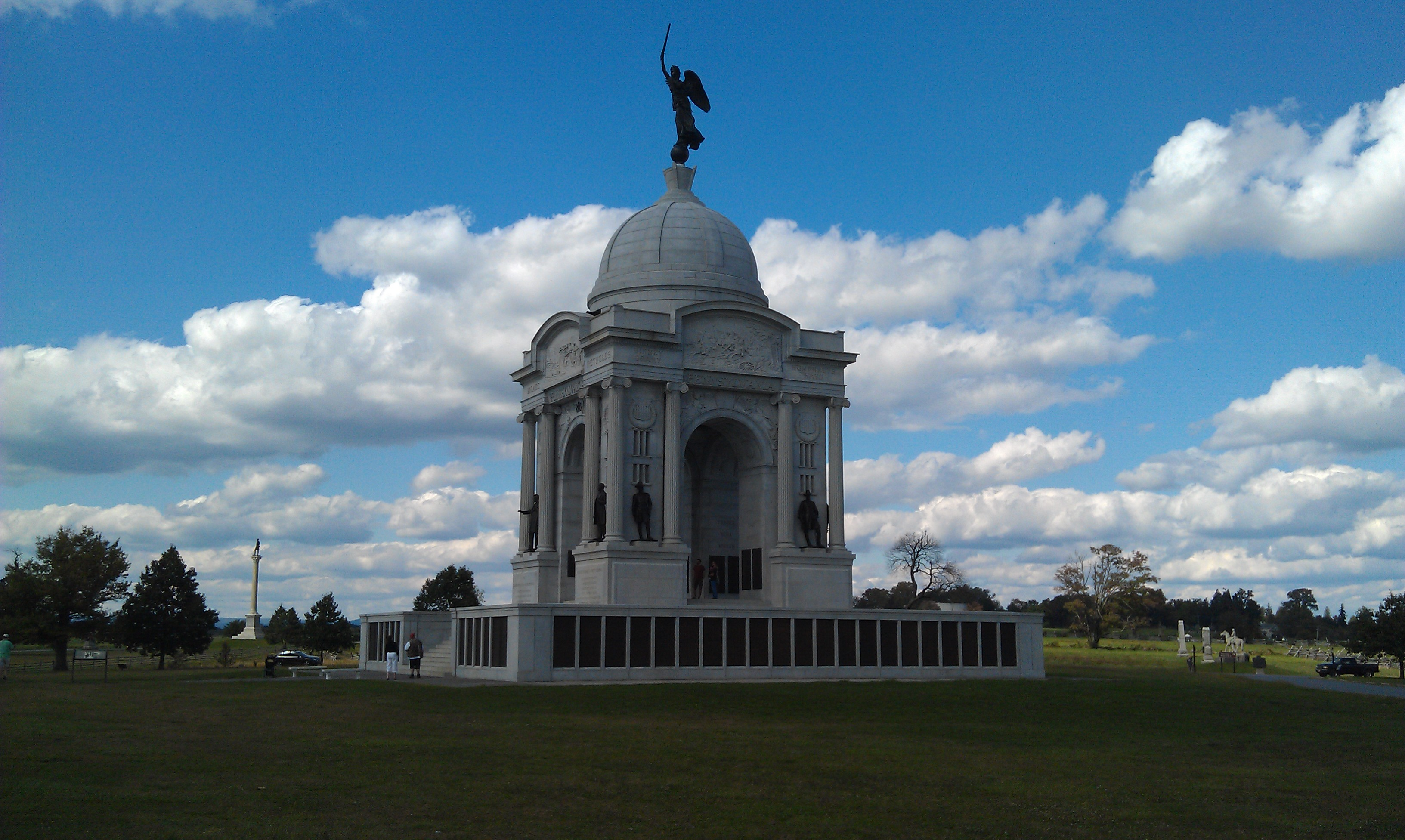
Mémorial de Pennsylvanie pour la bataille de Gettysburg.

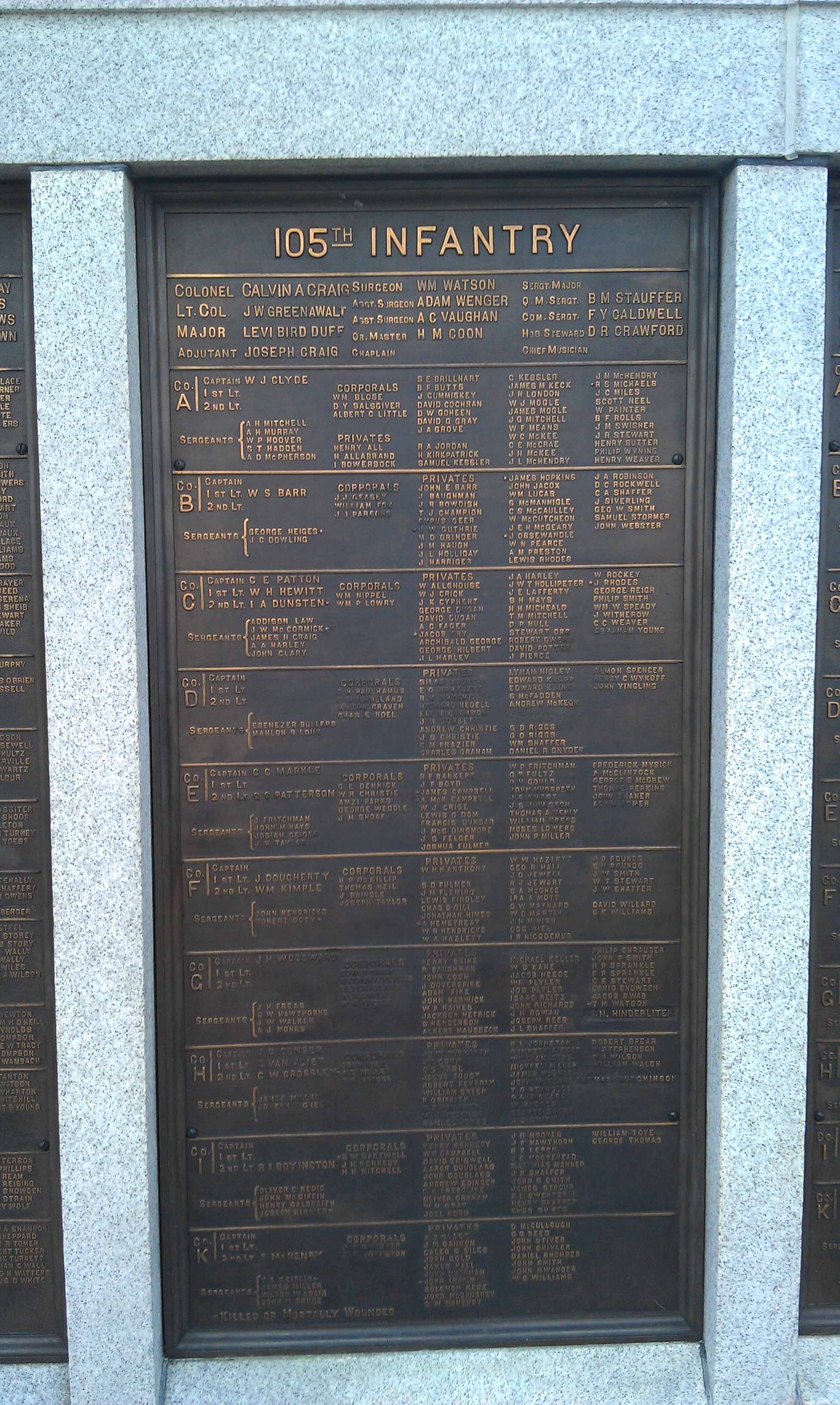
Plaque du 105th Pennsylvania Wildcat sur le monument de Pennsylvanie de Gettysburg.

### Fin de la guerre
Le 20 février 1865, le 105th Pennsylvania absorbe la compagnie C du 2nd U.S. Volunteer Sharpshooter, qui est dissous à cette date, et en mars 1865, environ 300 nouvelles recrues sont reçues. À Sayler's Creek, le 105th Pennsylvania est activement engagé, après quoi il retourne à Alexandria. Il participe à la grande revue des armées à Washington et est libéré du service dans cette ville le 11 juillet 1865.
Sur un total de 2 040 engagés, le régiment dénombre 309 morts de blessures ou maladie, et 199 soldats portés disparus.

## Officiers supérieurs
- Colonel
  - Amor A. McKnight
  - William W. Corbett
  - Calvin A. Craig
  - James Miller
- Lieutenant-colonel
  - William W. Corbett
  - Calvin A. Craig
  - J. W. Greenawalt
  - L. B. Duff
  - Oliver C. Reddie
- Commandant
  - Mungo M. Dick
  - J. W. Greenawalt
  - Levi B. Duff
  - John C. Conser
  - James Miller